# Annette Kelm
Annette Kelm (* 1975 in Stuttgart) ist eine deutsche Künstlerin und Fotografin.

## Leben und Wirken
Annette Kelm studierte an der Hochschule für bildende Künste Hamburg, wo sie ihr Studium im Jahr 2000 abschloss.
Bekanntheit erlangte sie durch ihre eigenwilligen Farbfotografien, welche sich durch einen dokumentarischen Stil, durchsetzt mit surrealistischen und humorvollen Einsprengseln, auszeichnen, und deren Motivspektrum sowohl Stillleben als auch Porträts sowie Architektur und Landschaft umfasst. Kelm thematisiert in ihren Arbeiten kultur- und gesellschaftspolitische Aspekte, wobei es ihr um die Offenlegung von Wahrnehmungsprozessen geht. Sie stellt ihre Fotografien sowohl als Einzelaufnahmen als auch als Bildserien aus.
Annette Kelm lebt in Berlin.

## Einzelausstellungen (Auswahl)
- 1999: Galerie Nomadenoase, Golden Pudel Club, Hamburg
- 2008: Taka Ishii Gallery, Tokyo
- 2009: Kunsthalle Zürich[3]
- 2009: Camera Austria, Graz[4]
- 2009: KW Institute for Contemporary Art, Berlin
- 2011: Bonner Kunstverein
- 2012: Presentation House Gallery, Vancouver
- 2014: Staub, Kölnischer Kunstverein, Köln
- 2015: Museum Haus Lange, Krefeld[5]
- 2016: Museum of Contemporary Art, Detroit
- 2016: Herald St, London[6]
- 2016: VOX. Centre de l’image contemporaine, Montreal[7]
- 2017: Kestnergesellschaft, Hannover
- 2018: Light Double, KÖNIG GALERIE, Berlin
- 2018: Annette Kelm, Fosun Foundation Shanghai, China
- 2018/19: Tomato Target, Kunsthalle Wien[8]
- 2020: Annette Kelm – Geld, Geldmuseum der Deutschen Bundesbank, Frankfurt[9]
- 2020: Annette Kelm – Die Bücher, Salon Berlin, Berlin

## Gruppenausstellungen (Auswahl)
- 2002: andere raume, Kunstverein, Hamburg
- 2006: Don Quijote, Witte de With, Center for Contemporary Art, Rotterdam
- 2006: Gold Standard, P.S.1 / MoMA, Long Island City, New York
- 2007: … 5 Minutes later, (curated by Susanne Pfeffer), Kunstwerke, Berlin
- 2007: L.A. Desire, Galerie Dennis Kimmerich, (curated by Wilhelm Schurmann), Dusseldorf
- 2007: Made in Germany, Sprengel Museum, Hannover
- 2007: The History of a Decade That Has Not yet Been Named, 9. Biennale d’art contemporain de Lyon[10]
- 2008: Re-Used Modernity, Brussels Biennale, Brüssel
- 2009: Phot(o)bjects, The Polygon Gallery, Vancouver[11]
- 2009: Preis der Nationalgalerie für junge Kunst, Hamburger Bahnhof, Berlin
- 2009: Kunstpreis der Böttcherstraße in Bremen, Weserburg, Bremen
- 2009: The Photographic Object, The Photographers’ Gallery, London
- 2010: TRUST, Media City Seoul, The 6th biennale, Seoul
- 2010: Discovery Award, 41st edition of the Rencontres d’Arles, Arles
- 2010: How Soon is Now, Garage Center for Contemporary Culture, Moscow
- 2011: 54. Biennale di Venezia[12]
- 2011: The Anxiety of Photography, Aspen Art Museum, USA
- 2011: Untitled (Abstraction), Untitled (12th Istanbul Biennial), Istanbul
- 2011: ILLUMInations, 54th International Art Exhibition of La Biennale di Venezia, Venedig
- 2011/2012: Beyond. International Curator Exhibition of Tallinn Month of Photography, Kumu, Tallinn[13]
- 2012: TIME, PLACE, AND THE CAMERA: PHOTOGRAPHS AT WORK, Kosova Art Gallery Prishtina, Kosovo
- 2012: Only Parts of us will ever touch parts of others, Galerie Thaddaeus Ropac, Paris
- 2012: Malerei in Fotografie, Stadel Museum, Frankfurt/Main
- 2013: Dear Portrait, Oriel Mostyn Gallery, Llandudno, Wales
- 2013: Kunsthaus Zürich, Zürich
- 2013/14: New Photography 2013, MoMA[14]
- 2015: Déjà-vu in der Fotokunst, DZ Bank Kunstsammlung, Frankfurt/Main
- 2015: IMAGINE REALITY. RAY 2015 Fotografieprojekte, MMK Museum für Moderne Kunst Frankfurt/Main
- 2015: Camera of Wonders, Centro de la Imagén, Centro Histórico, México
- 2015: Future Perfect. Contemporary Art from Germany, Kaliningrad State Art Gallery, Kaliningrad
- 2015: Conception now, Museum Morsbroich
- 2015: Looking Back: The 9th White Columns Annual, Selected by Cleopatra’s, White Columns, New York
- 2015: Perfect Likeness: Photography and Composition, Hammer Museum, Los Angeles
- 2016: AIMIA AGO Photography Prize, Art Gallery of Ontario, Toronto
- 2016: Broken White, Van Abbemuseum, Eindhoven
- 2016: Mit anderen Augen. Das Porträt in der zeitgenössischen Fotografie, Kunstmuseum Bonn, Bonn
- 2016: Collected by Thea Westreich Wagner and Ethan Wagner, Centre Pompidou, Paris
- 2016: Invisible Adversaries : Marieluise Hessel Collection, Hessel Museum of Art & Center for Curatorial Studies Galleries at Bard College, Annandale-on-Hudson, NY
- 2017: Das Abenteuer unserer Sammlung II, Kaiser Wilhelm Museum, Krefeld
- 2017: Optical Illusions, C/O Berlin[15]
- 2017: FaceTunes, Bielefelder Kunstverein[16]
- 2017/2018: Portrait II, Oldenburger Kunstverein[17]
- 2018: The Vitalist Economy of Painting, Galerie Neu, Berlin
- 2018: Soft Focus, Dallas Museum of Art, Dallas
- 2018: I dreamed that I was leaving on a trip but I forgot my money, Galerie Thomas Fischer, Berlin
- 2018: [CONTROL] NO CONTROL, Triennale der Photographie, Hamburger Kunsthalle, Hamburg
- 2018: Camera Austria International. Labor für Fotografie und Theorie, Museum der Moderne Salzburg, Salzburg
- 2019: Kubus. Sparda-Kunstpreis, Kunstmuseum Stuttgart, Stuttgart
- 2019: The Skin of the Visible World, mumok[18]

## Werke in Sammlungen (Auswahl)
- Museum of Modern Art, New York[19]
- Museum of Contemporary Art, Chicago[20]
- Kunstmuseum Krefeld, Germany
- Tate Modern, London[2]
- Kulturstiftung des Bundes, Halle an der Saale[2]
- Kunsthaus Zürich
- Staatsgalerie Stuttgart
- Kunstmuseum Stuttgart[21]
- Sammlung Deutsche Bank, Berlin[2]
- LWL Museum für Kunst und Kultur Münster
- Centre Pompidou, Paris
- MOCA Grand Avenue, Los Angeles
- Solomon R. Guggenheim Museum, New York
- Collection Ringier, Zürich[2]
- Collection of Burt Aaron, Detroit[2]
- Städtische Galerie im Lenbachhaus

## Ehrungen und Auszeichnungen
- 1999: Kodak Young Photographers Award[2]
- 2005: Art Cologne-Preis für junge Kunst[22]
- 2009: Nominierung für den Preis der Nationalgalerie für junge Kunst[23]
- 2015: Camera Austria – Award for Contemporary Photography, Graz[24]